# Chi Aquilae
Chi Aquilae (χ Aqulilae, förkortat Chi Aql, χ Aql)  är en dubbelstjärna belägen i den norra delen av stjärnbilden Örnen. Den har en kombinerad skenbar magnitud på 5,29 och är synlig för blotta ögat där ljusföroreningar ej förekommer. Baserat på parallaxmätning inom Hipparcosuppdraget på ca 3,8 mas, beräknas den befinna sig på ett avstånd på ca 900 ljusår (ca 260 parsek) från solen.

## Egenskaper
Primärstjärnan Chi Aquilae A är klassad som en gul till vit superjättestjärna av spektralklass G2 Ib-II. Den har en radie som är ca 20 gånger större än solens och utsänder från dess fotosfär ca 420 gånger mera energi än solen vid en effektiv temperatur av ca 5 500 K.
De två stjärnorna i Chi Aquilae kan separeras i spektret och deras relativa ljusstyrka har uppmätts, men deras övriga egenskaper är osäkra. Följeslagaren är en ung stjärna av spektralklass av B5.5 V, som antas vara en stjärna i huvudserien. År 2004 var den belägen med en vinkelseparation av 0,418 bågsekunder vid en positionsvinkel på 76,7° från primärstjärnan. Separations- och positionsvinkeln är båda minskande.
Ljusskillnaden mellan en G2 superjätte och en B5.5 huvudseriestjärna förväntas emellertid vara större och det är oklart huruvida primärstjärnan inte är en superjätte eller om följeslagaren är ljusare än en ordinarie huvudseriestjärna.